# Trio SR9

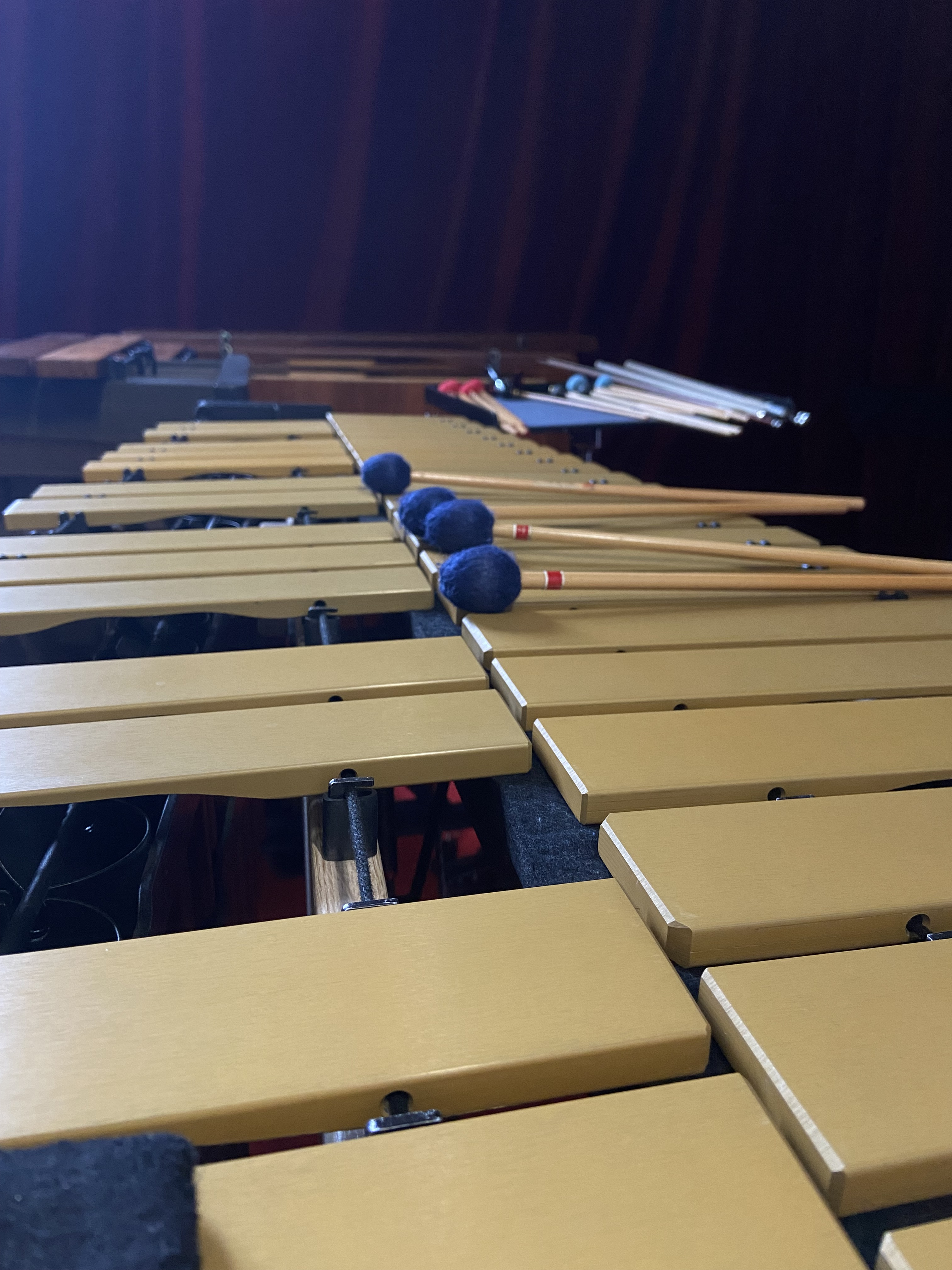

Le Trio SR9 est un ensemble de percussions fondé à Lyon en 2010.

## Historique
Le trio est fondé à Lyon en 2010 par Paul Changarnier, Nicolas Cousin et Alexandre Esperet, alors étudiants au Conservatoire national supérieur de musique et de danse de Lyon. Il se produit en France depuis 2014, et acquiert progressivement une notoriété internationale à la suite de concerts en Europe et en Amérique du Nord,, notamment au Bozar de Bruxelles, au Musée ICA de Boston, à l'église de St Martin-in-the-Fields de Londres, au festival de la Chaise-Dieu, au Parc floral de Vincennes, ou au festival C'est pas classique de Nice. Il est également invité à jouer pour la Percussive Arts Society International Convention à Indianapolis en novembre 2017.
Le Trio SR9 fait ses débuts à la télévision nationale lors de l'émission de télévision La Zygel Académie diffusée sur France 2 le 31 août 2017.
En 2022, le trio enregistre Déjà vu, un album de reprises de tubes de dance music, avec les chanteurs Blick Bassy, Camille, Malik Djoudi, Sandra Nkaké et Camélia Jordana. Concerts de sortie d'album au Théâtre du Châtelet et à l'Opéra National de Lyon.
Le dernier jour de février 2025, sort l'album Le choix de la reine, publié par l'auteur-compositeur-interprète français Thomas Fersen. Le Trio SR9 a grandement participé aux enregistrements, en arrangeant et interprétant plus d'une dizaine de compositions de l'artiste.

## Répertoire
- 2012: Bach au marimba, programme de concert à 3 marimbas composé de transcriptions d’œuvres de JS Bach[3]
- 2015: Machine(s), spectacle interdisciplinaire écrit par les compositeurs Pierre Jodlowski et Benoit Montambault. Scénographie Géraldine Trubert[17]
- 2015: Corporels, Spectacle jeune public interdisciplinaire[12]
- 2017: Alors, on danse?, Programme de concert à 3 marimbas composé de transcriptions de musiques de danses[12]
- 2021 : Canto Ostinato, Concert pour instruments à clavier[18]
- 2022 : Ravel Influence(s), Concert à 3 marimbas ou avec Invités autour de la musique de Maurice Ravel [19]
- 2022 : Déjà vu, Spectacle[20]
- 2022 : Parcours, Programme alliant concert à 3 marimbas et spectacle interdisciplinaire[21]
- 2023 : Venus Rising, Spectacle avec Kyrie Kristmanson[22]

## Discographie
- 2015 : Bach au marimba (Naïve Records)[23]
- 2018 : Alors, on danse ? (Naïve Records)[12]
- 2022 : Ravel Influence(s) (Evidence Classics)[24]
- 2022 : Déjà vu (No Format!)[14]

## Récompenses
- 2012 : 1er Prix, Prix du public, Prix de la pièce imposée, International Percussion Competition of Luxembourg[2]
- 2012 : Bourse Woodbrass, concours européen Musique d'ensembles organisé par la FNAPEC[25]
- 2016 : Lauréat de la Fondation Banque populaire[2]

## Partenaires
- Le Trio SR9 est représenté par Marie-Lou Kazmierczak, fondatrice d'Arts-Scène Diffusion[26]
- Horizon Musiques pour le projet Déjà Vu[27]
- Blue Bird pour la diffusion du projet Déjà Vu[28]
- L’ensemble est artiste associé au Théâtre Théo Argence de Saint Priest[29]